# 목포하당중학교
목포하당중학교(木浦下塘中學校)는 대한민국 전라남도 목포시 옥암동에 있는 공립 중학교이다.

## 학교 연혁
- 2004년 12월 29일 : 목포하당중학교 설립 인가(24학급)
- 2005년 2월 1일 : 목포하당중학교 준공
- 2005년 3월 1일 : 초대 김옥기 교장 취임
- 2005년 3월 3일 : 입학식(제1회 281명 입학)
- 2005년 4월 11일 : 목포하당중학교 개교식
- 2024년 9월 1일 : 제8대 박혜경 교장 부임
- 2025년 1월 8일 : 제18회 171명 졸업(졸업생 총수 4,088명)
- 2025년 3월 4일 : 입학식(제21회 177명 입학)

## 참고 자료
- 목포하당중학교 - 한국교육학술정보원 학교알리미